# Superintendentura Działdowo Ewangelickiego Kościoła Unijnego
Superintendentura Działdowo Ewangelickiego Kościoła Unijnego – jednostka organizacyjna Ewangelickiego Kościoła Unijnego w Polsce istniejąca w okresie II Rzeczypospolitej i obejmująca grupę gmin kościelnych (zborów) czyli parafii tego Kościoła, skupionych wokół miasta Działdowo.

## Statystyka
| Parafia                         | Liczba wiernych (1937) |
| ------------------------------- | ---------------------- |
| Burkat pow. Działdowo           | 1218                   |
| Usdowo pow. Działdowo           | 468                    |
| Gralewo Płośnica pow. Działdowo | 1000                   |
| Koszelewy pow. Działdowo        | 373                    |
| Szupliny pow. Działdowo         | 180                    |
| Narzym pow. Działdowo           | 1270                   |
| Białuty pow. Działdowo          | 54                     |
| Działdowo                       | 2738                   |
| Szafarnia pow. Brodnica         | 200                    |
| Gorzno pow. Brodnica            | 210                    |
| Grzybno pow. Brodnica           | 450                    |
| Gryźlin pow. Lubawa             | 448                    |
| Kawki pow. Brodnica             | 969                    |
| Konojady pow. Brodnica          | 850                    |
| Lidzbark Brzyńsk pow. Brodnica  | 425                    |
| Lubawa                          | 354                    |
| Łękorz pow. Lubawa              | 310                    |
| Brodnica                        | 900                    |
| Nowe Miasto pow. Lubawa         | 462                    |

## Galeria

Dawne kościoły superintendentury działdowskiej
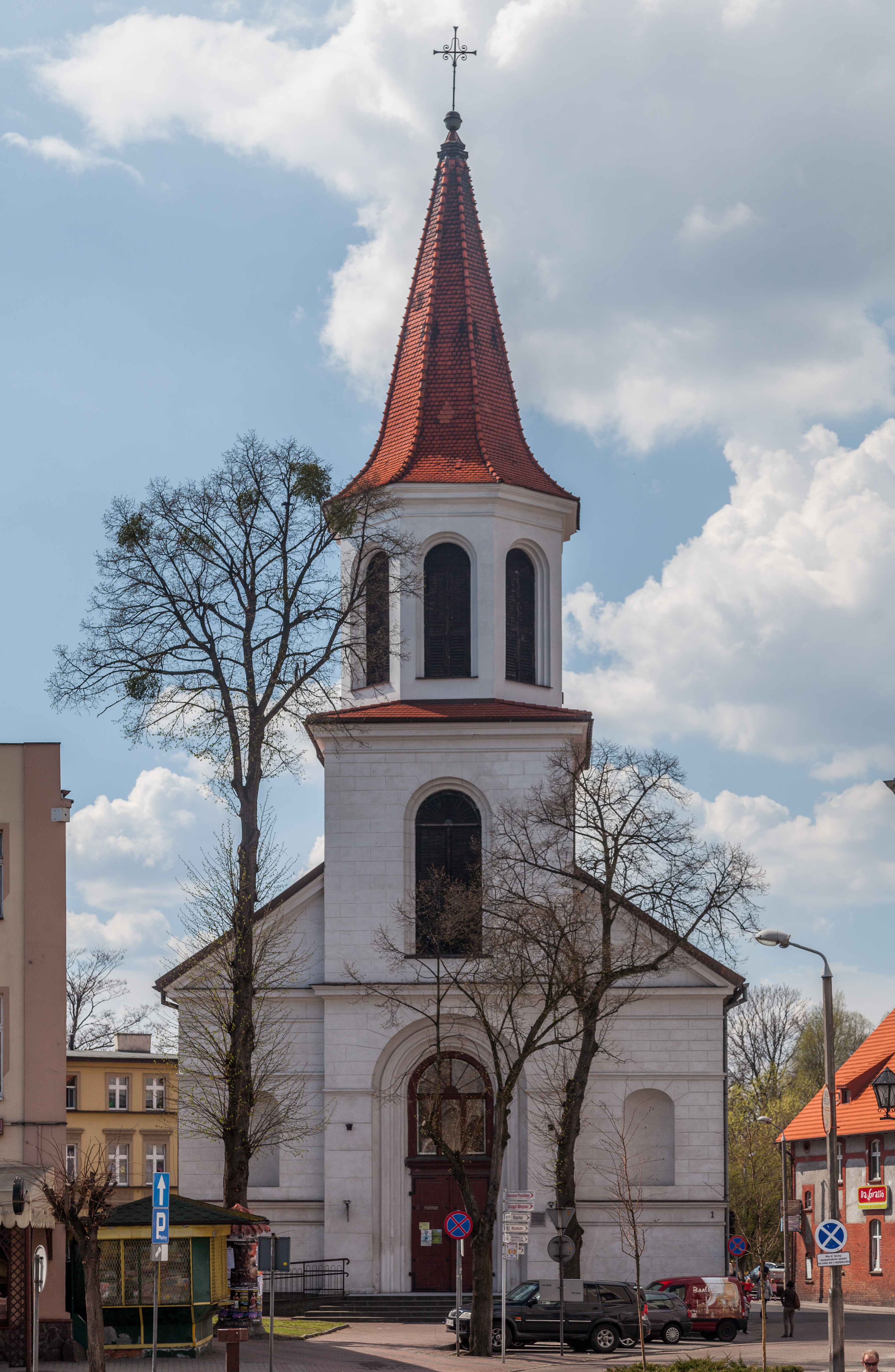
Kościół w Brodnicy
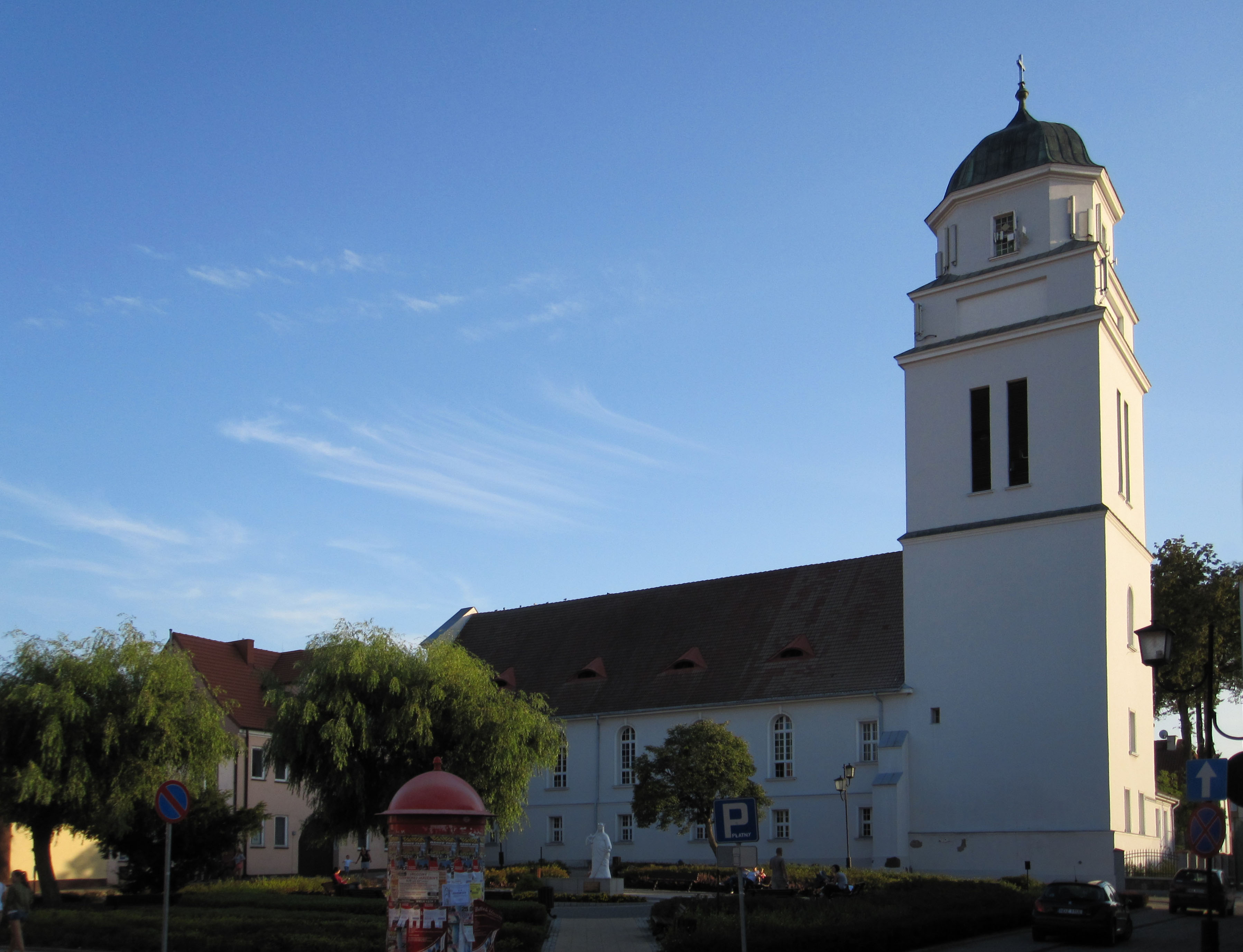
Kościół w Działdowie
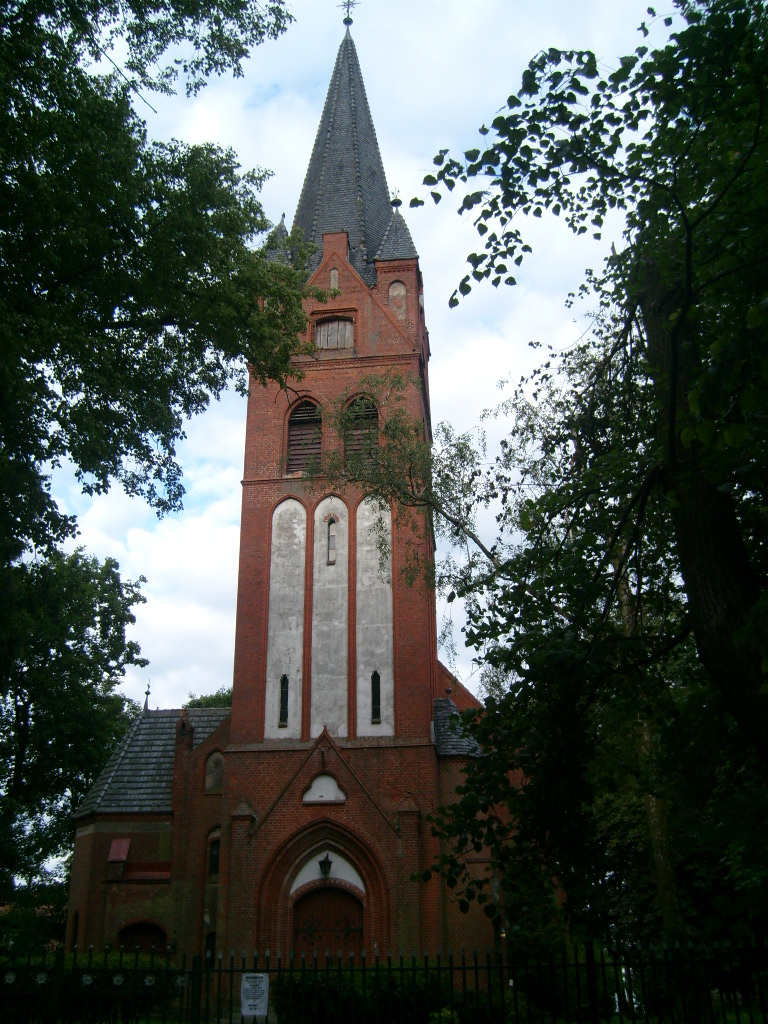
Kościół w Konojadach
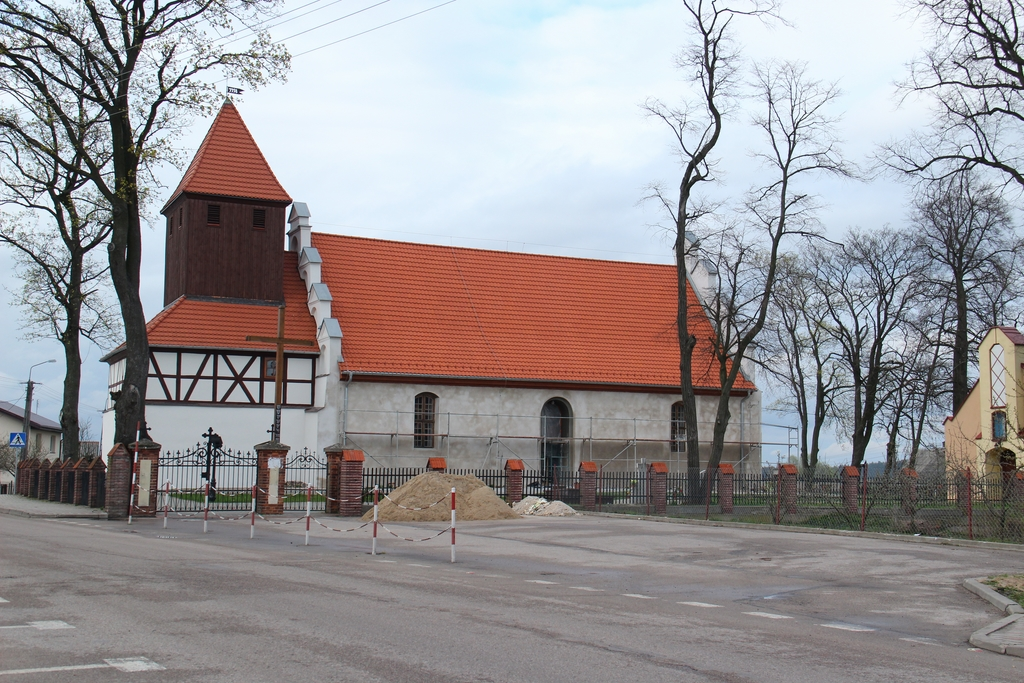
Kościół w Płośnicy